# Jeanne Champion
Pour les articles homonymes, voir Champion (homonymie).
Jeanne Champion, née le 25 juin 1931 à Gevingey et morte le 16 mars 2022 à Paris,, est une peintre et une romancière historique française.

## Biographie
Jeanne Champion, née dans un milieu paysan, est largement autodidacte.
Artiste-peintre depuis 1956, Jeanne Champion a réalisé une production abondante dans ses deux champs d'activité. En peinture, souvent peu satisfaite, elle a détruit beaucoup de ses créations mais elle a laissé quelque 200 peintures et un bon nombre de gravures.

## Hommages et distinctions
Écrivaine depuis 1961, Jeanne Champion s'est vu décerner le prix Goncourt de la biographie romanesque 1984 pour sa biographie romancée de Suzanne Valadon, traduite en plusieurs langues.
Elle a également obtenu le Grand Prix du roman de la Société des gens de lettres 1980 pour son roman Les frères Montaurian, le Prix de l'Événement du jeudi 1986 pour le Bunker et le Prix des écrivains croyants 1990 pour son livre documentaire Mémoires en exil.
L’Académie française lui décerne le prix Alice-Louis-Barthou en 1982 pour La passion selon Martial Montaurian
Elle est officière des Arts et Lettres (2001).

## Œuvre

### En littérature
- 1967 Le Cri, roman, Julliard.
- 1968 Les Miroirs jumeaux, roman, Julliard.
- 1969 X., roman, Bourgois.
- 1969 Les Enfants des Roumis, éd. d'Halluin et Cie
- 1973 Vautour-en-Privilège, roman, éd. Callman-Lévy.
- 1974 Ma fille Marie-Hélène Charles Quint, éd. Callman-Lévy.
- 1975 Dans les jardins d'Esther, roman, éd. Callman-Lévy[5].
- 1977 Les Gisants éd. Callman-Lévy.
- 1979 Les Frères Montaurian, roman, éd. Grasset.
- 1981 La Passion selon Martial Montaurian, roman, éd. Grasset.
- 1982 L'Amour capital, roman, Callman-Lévy.
- 1984 Suzanne Valadon, biographie romancée, Presses de la Renaissance.
- 1985 Le Bunker, éd. Calmann-Levy.
- 1986 Bette Davis, éd. Lherminier.
- 1987 La Hurlevent, biographie romancée, éd. Presses de la Renaissance.
- 1989 Memoires en exil, documentaire, éd. Fayard.
- 1996 La Maison Germanicus, éd. Grasset.
- 1999 L'Amour à perpétuité, roman, éd. Grasset.
- 2001 Lambeaux de mémoire : Enfance, éd. Plon.
- 2002 J'hallucine, éd. Mille et une nuits.
- 2004 Autoportrait d'une charogne : Lambeaux de mémoire II, éd. Plon.
- 2005 Le Terrible, biographie romancée sur Ivan le Terrible, éd. Fayard.
- 2006 Le Fils du silence, éd. Fayard.
- 2007 Ils ne savent plus dire <<Je t'aime>>, éd. Fayard.
- 2008 L'Ombre de Judas, éd. Fayard.
- 2009 Là où tu n'es plus, roman, éd. Fayard.
- 2011 Le Prince de la mélancolie, roman sur Charles d'Orléans, éd. Pierre-Guillaume de Roux Éditions.

### En peinture
- Idoles, suivi de Avant-dernière toiles (avec Yann Queffélec), Cercle d'Art, 2002.